# 北三家镇
北三家乡，是中华人民共和国辽宁省抚顺市清原满族自治县下辖的一个乡镇级行政单位。

## 行政区划
北三家乡下辖以下地区：
北三家村、上烟沟村、双河村、下寨子村、肖家堡村、树基沟村、西大林村、李家堡村、牛肺沟村和黑石木村。